# Harm Zeinstra
Harmen ("Harm") Zeinstra (Leeuwarden, 21 juli 1989) is een Nederlands voormalig betaald voetballer die bij voorkeur als doelman speelde. Hij beëindigde zijn voetbalcarrière in de zomer van 2018 om zich te gaan richten op zijn maatschappelijke carrière.

## Clubcarrière

### Verhuur aan FC Emmen
Zeinstra speelde in de jeugdopleiding van eerst VV Noordbergum en SC Cambuur en later sc Heerenveen. Nadat hij tijdens het seizoen 2009-2010 bij FC Emmen op huurbasis keepte, kon hij een nieuw contract voor twee seizoenen bij Heerenveen tekenen op voorwaarde dat hij het seizoen weer bij FC Emmen op huurbasis zou spelen. Hier ging hij mee akkoord, waardoor hij ook in het seizoen 2010/2011 in het Univé Stadion speelde. In het seizoen 2011/2012 werd Zeinstra wederom aan FC Emmen verhuurd. 

### FC Emmen
Per 1 juli 2012 werd Zeinstra definitief overgenomen van Heerenveen, maar verloor hierna al snel zijn basisplaats aan Peter van der Vlag. Na het seizoen 2012-2013 werd zijn contract niet verlengd.

### SC Cambuur
Hierop ging Zeinstra op amateurbasis spelen voor SC Cambuur. In december 2013 tekende hij een contract tot het einde van het seizoen 2013/14 met een clausule dat het contract automatisch verlengd werd met een jaar wanneer Cambuur zich zou handhaven in de eredivisie. In mei 2016 degradeerde hij met Cambuur uit de Eredivisie. In oktober 2016 werd Zeinstra definitief 1e keeper bij Cambuur. In maart 2017 werd Zeinstra's contract formeel werd opgezegd, maar club en speler zouden wel in gesprek blijven over een eventuele nieuwe verbintenis. Op 29 mei 2017 werd bekend dat het contract van Zeinstra definitief niet werd verlengd. Hierdoor mocht hij uitkijken naar een nieuwe club.

### Heracles Almelo
Nadat het contract van Zeinstra bij Cambuur niet verlengd werd, tekende Zeinstra een contract voor de duur van twee seizoenen bij Heracles Almelo. Hij heeft hier moeten concurreren met Bram Castro voor de plek van eerste keeper. Na één seizoen stopte hij per direct bij de Almeloërs om zich te gaan richten op een maatschappelijke carrière.

### Carrièrestatistieken
| Seizoen         | Club            | Land            | Competitie      | Competitie | Competitie | Beker | Beker | Internationaal | Internationaal | Overig | Overig | Totaal | Totaal |
| Seizoen         | Club            | Land            | Competitie      | Wed.       | Dlp.       | Wed.  | Dlp.  | Wed.           | Dlp.           | Wed.   | Dlp.   | Wed.   | Dlp.   |
| --------------- | --------------- | --------------- | --------------- | ---------- | ---------- | ----- | ----- | -------------- | -------------- | ------ | ------ | ------ | ------ |
| 2009/10         | → FC Emmen      | Nederland       | Eerste divisie  | 26         | 0          | 1     | 0     | 0              | 0              | 0      | 0      | 27     | 0      |
| 2010/11         | → FC Emmen      | Nederland       | Eerste divisie  | 34         | 0          | 1     | 0     | 0              | 0              | 0      | 0      | 35     | 0      |
| 2011/12         | → FC Emmen      | Nederland       | Eerste divisie  | 34         | 0          | 1     | 0     | 0              | 0              | 0      | 0      | 35     | 0      |
| 2012/13         | FC Emmen        | Nederland       | Eerste divisie  | 1          | 0          | 0     | 0     | 0              | 0              | 0      | 0      | 1      | 0      |
| 2013/14         | SC Cambuur      | Nederland       | Eredivisie      | 4          | 0          | 0     | 0     | 0              | 0              | 0      | 0      | 4      | 0      |
| 2014/15         | SC Cambuur      | Nederland       | Eredivisie      | 2          | 0          | 4     | 0     | 0              | 0              | 0      | 0      | 6      | 0      |
| 2015/16         | SC Cambuur      | Nederland       | Eredivisie      | 8          | 0          | 0     | 0     | 0              | 0              | 0      | 0      | 8      | 0      |
| 2016/17         | SC Cambuur      | Nederland       | Eerste divisie  | 28         | 0          | 1     | 0     | 0              | 0              | 2      | 0      | 31     | 0      |
| 2017/18         | Heracles Almelo | Nederland       | Eredivisie      | 0          | 0          | 1     | 0     | 0              | 0              | 0      | 0      | 1      | 0      |
| Carrière totaal | Carrière totaal | Carrière totaal | Carrière totaal | 137        | 0          | 9     | 0     | 0              | 0              | 2      | 0      | 148    | 0      |